# Dover International Speedway
Le Dover International Speedway (anciennement dénommé le Dover Downs International Speedway) est un circuit de type ovale utilisé en NASCAR. Il est situé à Dover dans l'état du Delaware aux États-Unis, juste à côté de l'hippodrome de Dover Downs.

Depuis son ouverture en 1968, il a accueilli, chaque année, au moins deux courses de NASCAR. En plus des courses NASCAR, il héberge également des courses d'USAC (United States Auto Club) et d'IndyCar Series.
Le circuit est propriété de la société Dover Motorsports Inc. (en).
Entre 1969 et 1980, 21 des 22 courses disputées sur ce circuit ont été gagnées par des pilotes qui avaient déjà remporté ou qui allaient remporter le titre en NASCAR Cup Series (anciennement connu comme le Grand National, la Winston Cup...). Les noms de ces vainqueurs font partie de l’histoire de la NASCAR - Richard Petty, Bobby Allison, David Pearson, Cale Yarborough, Benny Parsons et Darrell Waltrip. Allison et Petty figurent en tête de la liste des vainqueurs sur le Dover International Speedway avec sept victoires chacun.
Dover a accueilli sa première course de NASCAR Cup Series après le 11 septembre 2001. C'est Dale Earnhardt Jr. qui remporte la course. Il saisira un gigantesque drapeau américain pour effectuer son tour d’honneur.

## Caractéristiques

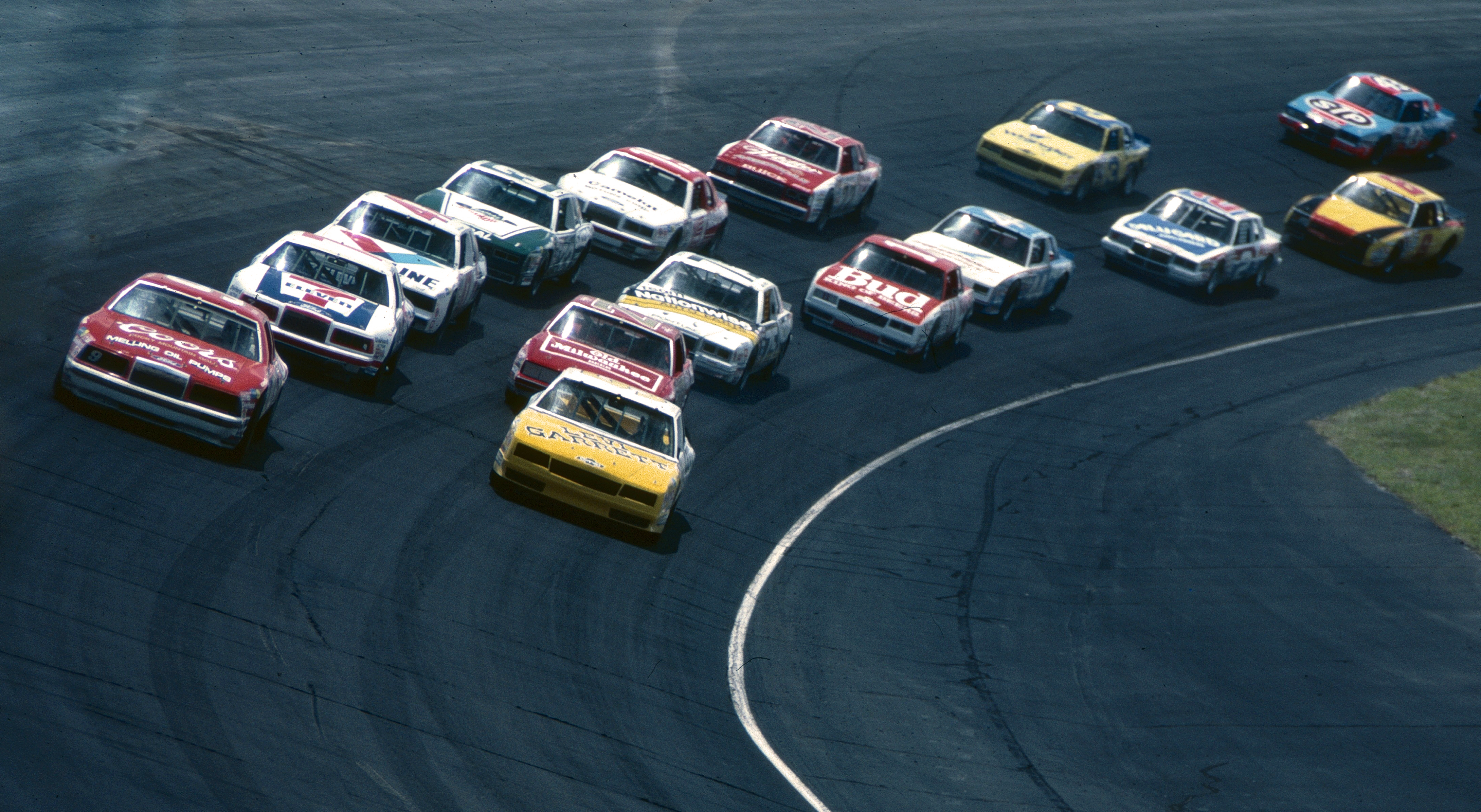
Circuit avec son revêtement en asphalte

Ce circuit est de type shortrack et d'une longueur d'un mile (1,6 km).
Elle présente des inclinaisons de 24° dans ses quatre virages et de 9° dans ses deux lignes droites.
La piste, surnommée « The Monster Mile » parce que particulièrement exigeante pour les voitures et les pilotes, fut construite en 1969 par Melvin Joseph de la Melvin L. Joseph Construction Company, Inc.
Elle avait une surface en asphalte mais elle fut bétonnée en 1995. La surface de béton blanc donne une apparence unique au circuit.
Six années plus tard en 2001, la capacité du circuit était de 135 000 spectateurs. Il était le site pouvant accueillir le plus de spectateurs dans le Mid-Atlantic.
En 2002, il est rebaptisé le Dover International Speedway.
De 2007 à 2009, le complexe est amélioré, les installations centrales sont augmentées et la piste embellie.
Après la saison 2014, la capacité d'accueil est réduite à 95 500 sièges.
|  |  |

## Miles, le Monster
La mascotte du circuit représente un monstre dénommée Miles the Monster lequel est dérivé du surnom donné au circuit The Monster Mile. Le monstre figure sur le trophée remis au gagnant, sur les billets d'entrée, les souvenirs, le site Web. Il possède son monument haut de 14 mètres (ou 46 pieds).
L'ancien surnom du circuit était White Lightning.

## Courses actuelles
- NASCAR Cup Series – Gander RV 400
- NASCAR Cup Series – Drydene 400
- NASCAR Xfinity Series – Allied Steel Buildings 200 (en)
- NASCAR Xfinity Series – Use Your Melon Drive Sober 200 (en)
- NASCAR Camping World Truck Series – JEGS 200 (en)
- K&N Pro Series East (en) – General Tire 125 (en)

Source.

## Records du circuit en NASCAR
| Record                            | Année             | Date              | Pilote                | Manufacturier     | Temps             | Vit. Moyenne                |
| NASCAR Cup Series                 | NASCAR Cup Series | NASCAR Cup Series | NASCAR Cup Series     | NASCAR Cup Series | NASCAR Cup Series | NASCAR Cup Series           |
| --------------------------------- | ----------------- | ----------------- | --------------------- | ----------------- | ----------------- | --------------------------- |
| En qualification                  | 2019              | 5 octobre         | Denny Hamlin          | Toyota            | 21 s 559          | 166,984 mi/h (268,735 km/h) |
| En course (400 miles)             | 2019              | 6 octobre         | Kyle Larson           | Chevrolet         | 2 h 56 min 49 s   | 135,734 mi/h (218,443 km/h) |
| En course (500 miles)             | 1990              | 16 septembre      | Bill Elliott          | Ford              | 3 h 58 min 12 s   | 125,945 mi/h (202,689 km/h) |
| NASCAR Xfinity Series             |                   |                   |                       |                   |                   |                             |
| En qualification                  | 2016              | 1er octobre       | Erik Jones            | Toyota            | 22 s 739          | 158,318 mi/h (254,788 km/h) |
| En course                         | 2013              | 28 septembre      | Joey Logano           | Ford              | 1 h 31 min 27 s   | 131,219 mi/h (211,177 km/h) |
| NASCAR Camping World Truck Series |                   |                   |                       |                   |                   |                             |
| En qualification                  | 2019              | 3 mai             | Brett Moffitt         | Chevrolet         | 22 s 303          | 161,413 mi/h (259,769 km/h) |
| En course                         | 2006              | 2 juin            | Mark Martin           | Ford              | 1 h 39 min 50 s   | 120,200 mi/h (193,443 km/h) |
| K&N Pro Series East               |                   |                   |                       |                   |                   |                             |
| En qualification                  | 2009              | 25 septembre      | Matt DiBenedetto (en) | Toyota            | 23 s 201          | 155,166 mi/h (249,715 km/h) |
| En course                         | 2002              | 20 septembre      | Matt Kobyluck (en)    | Chevrolet         | 1 h 17 min 28 s   | 116,179 mi/h (186,972 km/h) |
| Source.                           |                   |                   |                       |                   |                   |                             |

## Autres records en NASCAR Cup Series
~ Pilote ayant au minimum 5 départs,
| + de participations                                             | 56                             | Ricky Rudd      |
| + de victoires                                                  | 11                             | Jimmie Johnson  |
| + de victoires des pilotes en activité                          | 11                             | Jimmie Johnson  |
| + de Top5                                                       | 24                             | Mark Martin     |
| + de Top5 des pilotes en activité                               | 17                             | Jimmie Johnson  |
| + de Top10                                                      | 33                             | Mark Martin     |
| + de Top10 des pilotes en activité                              | 25                             | Jimmie Johnson  |
| + de Pole                                                       | 6                              | David Pearson   |
| + de Pole des pilotes en activité                               | 4                              | Ryan Newman     |
| Meilleure position moyenne au départ~                           | 2,2 (sur 5 courses disputées)  | Bobby Isaac     |
| Meilleure position moyenne au départ des pilotes en activité~   | 7,8 (sur 12 courses disputées) | Kyle Larson     |
| Meilleure position moyenne à l'arrivée~                         | 7,4 (sur 12 courses disputées) | Kyle Larson     |
| Meilleure position moyenne à l'arrivée des pilotes en activité~ | 7,4 (sur 12 courses disputées) | Kyle Larson     |
| + jeune vainqueur                                               | 22 ans, 10 mois, 8 jours       | Chase Elliott   |
| vainqueur le + âgé                                              | 52 ans, 4 mois, 21 jours       | Harry Gant (en) |

M.à.j. : 6 novembre 2019,